# Ōta Sukemune
Ōta Sukemune (太田 資宗?; 27 dicembre 1600 – 22 febbraio 1680) è stato un daimyō giapponese dell'inizio del periodo Edo appartenente al Clan Ōta.
Ōta Sukemune era il secondo figlio di Ōta Shigemasa, un samurai del periodo Sengoku discendente di Ōta Dōkan, che entrò al servizio di Tokugawa Ieyasu dopo la sconfitta del clan Hōjō nel 1590. La sorella maggiore di Shigemasa, Eisho-in, divenne più tardi una delle concubine di Ieyasu.
Quando Sukemuna aveva sei anni, nel 1606, fu introdotto a Tokugawa Ieyasu. Alla morte del padre, nel 1610, fu confermato come capo del Clan Ōta ed ereditò i possedimenti del padre nella regione del Kantō per 5.600 koku. Nel 1615 ricevette il titolo di Settsu-no-kami. Continuò a servire Ieyasu, ricevendo varie commissioni minori all'interno della gerarchia dello shogunato Tokugawa, e nel 1633 divenne uno dei primi wakadoshiyori.
Nel 1635 Sukemune fu premiato con proprietà nella provincia di Shimotsuke per un valore di 10.000 koku, che elevava al rango di daimyō del nuovo dominio di Yamakawa. Il suo titolo venne cambiato in Bitchu-no-kami. Nel 1638 il dominio di Yamakawa venne soppresso quando Sukemune fu trasferito nel dominio di Nishio, che gli garantiva una maggiore rendita di 35.000 koku.
Dal 1641-1643 fu designato come bugyō sorvegliano il lavoro del noto confuciano Hayashi Razan.
Nel 1644 Sukemune fu trasferito nel più prestigioso dominio di Hamamatsu, anche se la rendita era sempre di 35.000 koku. Si ritirò dalla vita pubblica nel 1671, lasciando il dominio al suo secondo figlio Ōta Suketsugu.
Sukemune era sposato con una figlia adottiva di Itakura Shigemune, il Kyoto Shoshidai.